# Неури
Према Херодоту, Неури су били племе које је живело близу Скита, један од народа који је живео уз реку Hypanis, западно од реке Borysthenes (река Дњепар); отприлике, на територији данашње Пољске. Наводи да су побегли пред најездом змија  „једну генерацију пре напада Дарија (512. п. н. е.)“.
Према једној легенди коју је Херодот забележио међу Скитима, Неури су се једном годишње претварали у вукове. Вероватно је реч о неком шаманском ритуалу.